# I Don’t Want to Do It
«I Don’t Want to Do It» (рус. Я не хочу это делать) — песня, написанная Бобом Диланом и исполненная Джорджем Харрисоном для саундтрека к фильму en:Porky's Revenge!, выпущенному в 1985.

## О песне
Песня была сочинена Бобом Диланом в 1970 и была малоизвестна, пока Джордж Харрисон не записал в 1984 и не выпустил в 1985 свою версию. Песню можно отметить как первую запись Харрисона после двухлетней паузы, прошедшей после выпуска им в 1982 альбома Gone Troppo.
Существуют две версии песни: версия для сингла, выпущенного в 1985, где в середине соло на гитаре; и версия, вошедшая в саундтрек фильма, где соло на гитаре заменено на соло на электрооргане. На сторону «Б» сингла была помещена песня авторства en:Woody Harris в исполнении Дэйва Эдмундса (продюсера и автора большей части саундтрека, продюсировавшего в том числе запись песни и сингл) «Queen of the Hop».
Кроме того, на бутлегерских сборниках (таких, как Beware of ABKCO!) можно найти демоверсию песни, записанную во время сессий звукозаписи при работе над альбомом Харрисона 1970 года All Things Must Pass, но эта версия не была официально издана.
В 2009 версия песни для саундтрека к Porky’s Revenge была ремастирована продюсерами Джайлсом Мартином (en:Giles Martin, сын Джорджа Мартина, в том числе создавший альбом The Beatles Love) и Дэйвом Эдмундсом; ремастированная запись была включена в сборник песен Харрисона Let It Roll: Songs by George Harrison, выпущенный в том же 2009.